# Изотов, Евгений Александрович
Евге́ний Алекса́ндрович Изо́тов (род. 28 ноября 1973, Москва) — гобоист, классический музыкант.

## Биография
С 6 лет обучался в музыкальной школе имени Гнесиных (класс проф. И. Ф.  Пушечникова и С. П. Великанова), позднее — на музыкальном отделении Бостонского университета (США, класс проф. Р. Гомберга).
Евгений Изотов первым из родившийся в России музыкантов сумел занять место первого гобоиста в нескольких крупнейших североамериканских оперных и симфонических оркестрах: New World Symphony (1995, Майами-Бич), симфонический оркестр Канзас-сити (1995—1996, солист), симфонический оркестр Сан-Франциско (1996—2002, солист), оркестр Метрополитен-опера (2002−2006, солист). С 2006 года — солист, концертмейстер группы гобоев Чикагского симфонического оркестра под управлением Риккардо Мути.
Евгений Изотов регулярно выступает с сольными и камерными концертами с дирижёрами Риккардо Мути, Бернард Хайтинк, Джеймс Левайном, Майкл Тилсон Томасом, Владимир Юровский, Лорин Маазель, а так же с музыкантами Йо Йо Ма, Ефим Бронфман, Пинхас Цукерман, Эмануил Акс, и Андре Уаттс.
Евгений Изотов преподает в университетах DePaul и Roosevelt, ранее преподавал в Джульярдской школе в Нью-Йорке и музыкальной консерватории Сан-Франциско. Кроме того, он продолжает давать регулярные мастер-классы в различных консерваториях в США, Европы и Азии.
В 2003 году маэстро Джеймс Левайн пригласил Евгения Изотова принять участие в работе оркестра фестиваля в Вербье (Швейцария). С 2005 года Евгений Изотов входит в состав Директоров Международного фестиваля Pacific Music, основанного Леонардом Бернстайном в городе Саппоро (Япония). В 2011 году Евгений Изотов консультировал группу гобоев симфонического оркестра YouTube Symphony на сцене Сиднейского оперного театра.
С 1991 года проживает в США, в настоящее время — в Чикаго.

## Записи
«Sound In Motion» (Паскулли, Рахманинов, Равель, Калливода, Сильвестрини, Боцца, компакт-диск). Boston Records, Boston 2005

## Награды и признание
- Лауреат Первой премии международного конкурса исполнителей на духовых инструментах Жилле (2001), Лукарелли, Нью Йорк (1995), Ленинград (1990).
- почётный выпускник Бостонского университета (май 2003).